# Новый Человек-паук (саундтрек)
The Amazing Spider-Man: Music from the Motion Picture — саундтрек к фильму 2012 года «Новый Человек-паук», написанный Джеймсом Хорнером и выпущенный лейблом Sony Classical Records. В альбом вошли 20 композиций.

## Плейлист
| №                   | Название                                 | Composer(s)         | Длительность |
| ------------------- | ---------------------------------------- | ------------------- | ------------ |
| 1.                  | «Main Title – Young Peter»               | Джеймс Хорнер       | 4:54         |
| 2.                  | «Becoming Spider-Man»                    | James Horner        | 4:16         |
| 3.                  | «Playing Basketball»                     | James Horner        | 1:22         |
| 4.                  | «Hunting for Information»                | James Horner        | 2:07         |
| 5.                  | «The Briefcase»                          | James Horner        | 3:14         |
| 6.                  | «The Spider Room – Rumble in the Subway» | James Horner        | 3:20         |
| 7.                  | «Secrets»                                | James Horner        | 2:30         |
| 8.                  | «The Equation»                           | James Horner        | 4:22         |
| 9.                  | «The Ganali Device»                      | James Horner        | 2:28         |
| 10.                 | «Ben's Death»                            | James Horner        | 5:41         |
| 11.                 | «Metamorphosis»                          | James Horner        | 3:04         |
| 12.                 | «Rooftop Kiss»                           | James Horner        | 2:34         |
| 13.                 | «The Bridge»                             | James Horner        | 5:15         |
| 14.                 | «Peter's Suspicions»                     | James Horner        | 3:01         |
| 15.                 | «Making a Silk Trap»                     | James Horner        | 2:52         |
| 16.                 | «Lizard at School!»                      | James Horner        | 2:57         |
| 17.                 | «Saving New York»                        | James Horner        | 7:52         |
| 18.                 | «Oscorp Tower»                           | James Horner        | 3:22         |
| 19.                 | «I Can't See You Anymore»                | James Horner        | 6:50         |
| 20.                 | «Promises – Spider-Man End Titles»       | James Horner        | 4:52         |
| Общая длительность: | Общая длительность:                      | Общая длительность: | 1:16:53      |

## Песни, не вошедшие в саундтрек
Согласно титрам, в фильме звучат четыре композиции, которые не вошли в официальный саундтрек:
| Название         | Слова           | Исполнение     |
| ---------------- | --------------- | -------------- |
| No Way Down      | Джеймс Мерсер   | The Shins      |
| Big Brat         | Алекс Гринвальд | Phantom Planet |
| Til Kingdom Come | Coldplay        | Coldplay       |
| 0 Game           | Spyair          | Spyair         |

## Приём
| Оценки критиков    | Оценки критиков                                                                    |
| Источник           | Оценка                                                                             |
| ------------------ | ---------------------------------------------------------------------------------- |
| AllMusic           | 3,5 из 5 звёзд · 3,5 из 5 звёзд · 3,5 из 5 звёзд · 3,5 из 5 звёзд · 3,5 из 5 звёзд |
| Empire             | 3 из 5 звёзд · 3 из 5 звёзд · 3 из 5 звёзд · 3 из 5 звёзд · 3 из 5 звёзд           |
| Film Score Reviews | 4 из 5 звёзд · 4 из 5 звёзд · 4 из 5 звёзд · 4 из 5 звёзд · 4 из 5 звёзд           |
| Filmtracks         | 4 из 5 звёзд · 4 из 5 звёзд · 4 из 5 звёзд · 4 из 5 звёзд · 4 из 5 звёзд           |
| Movie Music UK     | 4,5 из 5 звёзд · 4,5 из 5 звёзд · 4,5 из 5 звёзд · 4,5 из 5 звёзд · 4,5 из 5 звёзд |
| Movie Wave         | 4 из 5 звёзд · 4 из 5 звёзд · 4 из 5 звёзд · 4 из 5 звёзд · 4 из 5 звёзд           |

| Чарт (2012)          | Высшая позиция |
| -------------------- | -------------- |
| Spanish Albums Chart | 97             |